# 1904년 월드 시리즈
1904년 월드 시리즈는 아메리칸 리그의 보스턴 레드삭스와 내셔널 리그의 뉴욕 자이언츠가 겨루려고 했지만, 자이언츠 감독 존 맥그로가 보이콧을 결정하면서 열리지 못했다.